# Piccolotrompete

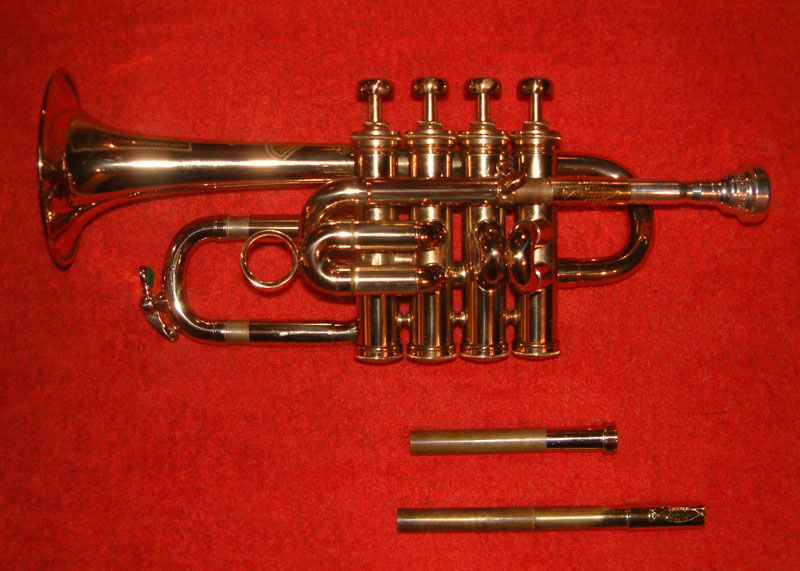
Piccolotrompete mit vier Perinet-Ventilen und zwei Mundrohren

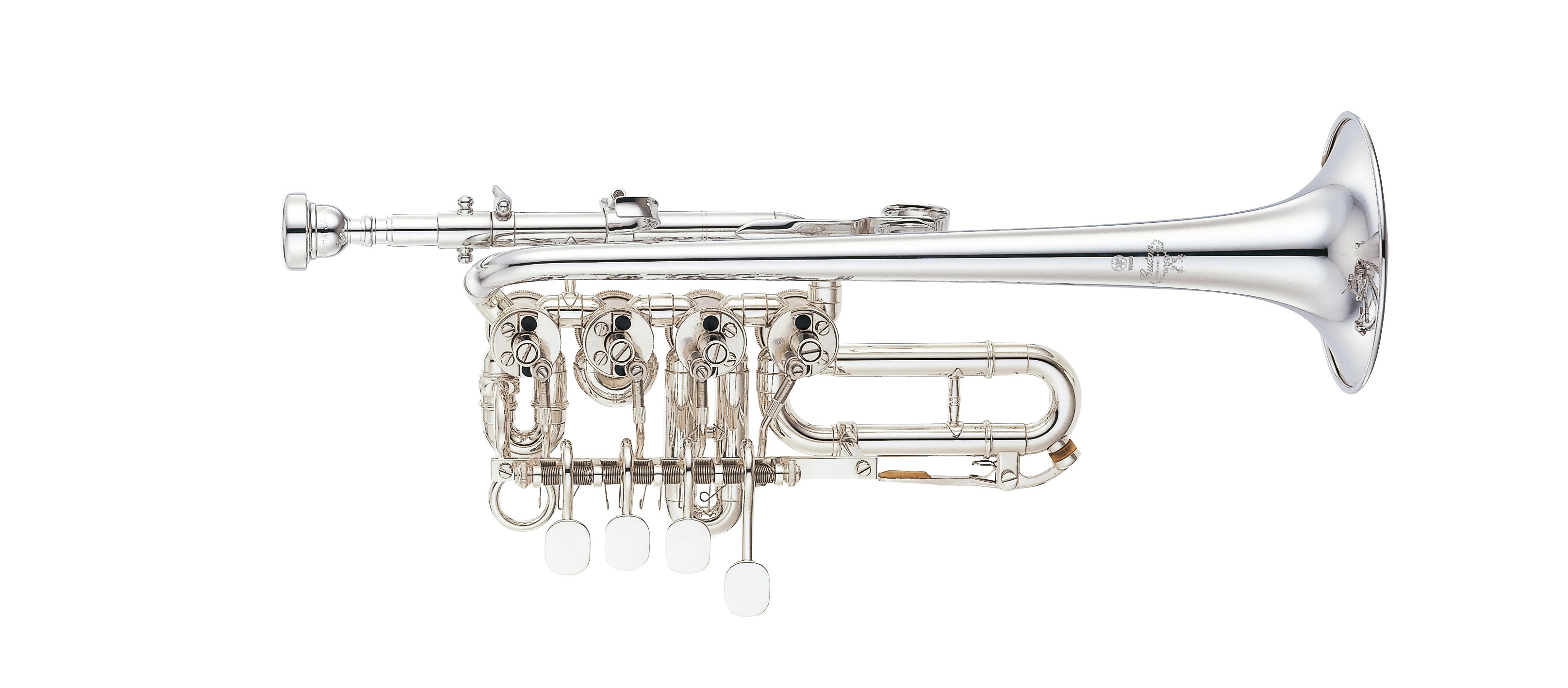
Piccolotrompete in B mit vier Drehventilen

Die Piccolotrompete (auch Pikkolotrompete) oder Kleine Trompete ist ein Blechblasinstrument, und zwar eine Ventil-Trompete mit höherer Stimmung und schlankerer Schallstück-Form als die übliche, in C- und B gestimmte Trompete. Es gibt sie in den Stimmungen F, G, hoch B/A und hoch H/C. In den hohen Stimmungen ist sie in der Regel mit einem zusätzlichen vierten Quart-Ventil ausgestattet, um damit auch noch tiefere Töne spielen zu können. Teilweise ist das vierte Ventil auch im Rohrverlauf des 3. Ventils ausgeführt, so dass sich die Ventile nur in Kombination spielen lassen. Moderne Piccolotrompeten sind meistens mit Triggervorrichtungen ausgestattet, um die oftmals schlechte Intonation (die aus ungünstiger Mensur resultierende Verschiebung der Naturtöne) des Instrumentes nicht komplett durch den Ansatz ausgleichen zu müssen.
Die Kleine Trompete (in D) ist ein transponierendes Instrument, deren Klang eine große Sekunde höher ist als notiert. Vor der Erfindung der hohen Piccolotrompeten wurden die D-Dur Partien auf diesem Instrument gespielt.

## Geschichte
Julius Kosleck war einer der ersten Trompeter, die eine gerade, zweiventilige Trompete in hoch A spielten. Er begründete die Idee zur Verkürzung der Trompeten bis zu unserer heutig bekannten Piccolotrompete, welche dann im ersten Viertel des 20. Jahrhunderts entwickelt wurde, vor allem um die hoch liegenden Trompetenpartien der Barockmusik darzustellen. Kosleck gilt zudem als „Erfinder“ der falschen Bezeichnung „Bachtrompete“ für ein solches Instrument. Johann Sebastian Bach hat nie ein derartiges Instrument gesehen oder gehört, da die Ventile erst Anfang des 19. Jahrhunderts erfunden wurden. Die Piccolotrompete darf also nicht mit der eigentlichen (ventillosen) Barocktrompete verwechselt werden, die in der historischen Aufführungspraxis eingesetzt wird.

## Verwendung
Der Tonumfang beginnt beim eingestrichenen d (max. des). Wie bei den großen Trompeten sind die Grenzen nach oben vom individuellen Können des Bläsers abhängig. Die Piccolotrompete garantiert also nicht automatisch einen in die Höhe erweiterten Tonumfang. Es ist auf der Piccolotrompete aber oft einfacher, hohe Töne, die man auch auf einer großen Trompete spielen kann, treffsicher zu erreichen. Die Piccolotrompete verlangt also weniger Anstrengung bei der Treffsicherheit. Das Instrument intoniert bei hohen Tönen besser als eine normale B-Trompete in dieser Tonlage.
Die Klangfarbe ist indes sehr typisch (schlank, schmal, spitz) und deshalb von derjenigen einer großen Trompete deutlich zu unterscheiden. Die Piccolotrompete hat sich deshalb im Jazz überhaupt nicht etabliert, wurde aber gerade wegen ihrer Klangfarbe von klassischen Komponisten bisweilen ausdrücklich für Solopartien in Orchesterwerken oder Trompetenkonzerten vorgeschrieben.

## Bekannte Wegbereiter der Piccolotrompete
- Maurice André
- Reinhold Friedrich
- Ludwig Güttler
- Otto Sauter
- Adolf Scherbaum
- Edward Tarr
- Guy Touvron